# Programa de Grande Escala Biosfera-Atmosfera na Amazônia
O Programa de Grande Escala Biosfera Atmosfera na Amazônia (LBA) foi criado em 1998, como um projeto de cooperação internacional, com sede no Instituto Nacional de Pesquisas Espaciais – http://www.inpe.br/. Em 2007, o LBA tornou-se um Programa do Ministério da Ciência e Tecnologia do Brasil – MCT, mantendo seu caráter de cooperação internacional e sua sede foi transferida para o Instituto Nacional de Pesquisas da Amazônia – INPA, o qual responde pela coordenação científica do programa e sua manutenção. 

Hoje o LBA tem um grande desafio nas mãos: ampliar o entendimento sobre o funcionamento dos ecossistemas da região e integrar as dimensões sociais e econômicas às pesquisas ambientais de ponta. Nesta segunda fase, torna-se ainda mais prioritária a construção de pontes para a aplicação dos resultados das pesquisas científicas no desenvolvimento sustentável da Amazônia. Assim, o plano científico atual consolidou as sete áreas iniciais de estudo do Programa em três grandes áreas integradas: a interação biosfera-atmosfera, o ciclo hidrológico e as dimensões sócio-políticas e econômicas das mudanças ambientais.
Agora, três focos de pesquisa aglutinam as principais questões a serem abordadas na segunda fase do programa: o ambiente amazônico em mudança (processos); a sustentabilidade dos serviços ambientais e os sistemas de produção terrestres e aquáticos (conseqüências), e a variabilidade climática e hidrológica e sua dinâmica: retro-alimentação, mitigação e adaptação (respostas).

Esses esforços de cooperação, articulação e compartilhamento de infra-estrutura buscam responder duas perguntas essenciais e complexas, presentes desde o início do LBA:

•	De que modo a Amazônia funciona, atualmente, como uma entidade regional?

•	De que modo as mudanças dos usos da terra e do clima afetam o funcionamento biológico, químico e físico da Amazônia, incluindo sua sustentabilidade e sua influência no clima global?

O programa é gerenciado por um Comitê Científico Internacional (CCI) composto por pesquisadores de diversos países, e tem como função avaliar continuamente (em reuniões que acontecem duas vezes ao ano) as pesquisas em andamento e selecionar novos projetos a integrarem o programa. O CCI também é responsável pela coordenação entre o LBA e demais programas científicos na região, além de auxiliar na elaboração de políticas públicas de preservação da Amazônia.